# Plaga zombie: Zona mutante
(Il jingle di John West/Berta Muñiz)
Plaga zombie: Zona mutante è un film splatter del 2001, scritto, prodotto, fotografato, interpretato e diretto da Pablo Parés ed Hernán Sáez (che ne ha curato anche il montaggio), che incarnano anche i ruoli dei protagonisti Bill Johnson e Max Giggs. Il film è una sorta di parodia del genere "zombesco" e cita continuamente i grandi classici del genere come Zombi di George A. Romero e La casa di Sam Raimi.

## Trama
Una cittadina sperduta negli Stati Uniti diviene il "laboratorio" di sperimentazione di una razza di alieni grigi, che testano su di essa un potente virus ad insaputa dell'FBI, la quale controllava da tempo la razza extraterrestre. I contagiati si tramutano in zombi assetati di carne umana. Gli unici sopravvissuti sono lo studente di medicina Bill Johnson, l'ex-wrestler John West e il nerd Max Giggs. Resisi conto della situazione, l'unico obiettivo dei ragazzi sarà quello di fuggire dalla città.
I ragazzi vengono loro malgrado divisi. Bill finisce in una zona della città assediata da molteplici zombi e, rifugiandosi nelle fogne, incontra il soldato dell'FBI Scott Lee Ray che gli dà un floppy al cui interno sono contenute informazioni riservate, tra cui l'unica via di fuga dalla città.
Bill riesce a ritornare a casa di Max, dove il supernerd e John si stanno rifugiando in attesa del loro amico. Bill ritorna con il floppy e un sacco al cui interno non si sa ancora cosa vi sia. Max inserisce il floppy nel computer, aggira i firewall e dunque inizia ad estrarre la mappa. Vista l'entità del file, il computer impiegherà dodici ore a decodificare i bytes e per non far interrompere il processo da alcuno, Max camuffa il monitor del pc come fosse il monitor di una bomba. Occorreranno tredici ore per attivare la mappa e fuggire dalla città, tredici ore in cui i tre amici saranno messi a dura prova così come la loro stessa amicizia.

## Storia e genesi
Il film venne girato in quattro anni da Pablo Parés ed Hernán Sáez, che si rifacevano al filone comico-zombesco inaugurato da Peter Jackson nel 1987 con Fuori di testa e proseguito nel 1992 con Splatters, gli schizzacervelli. Sono evidenti anche influenze dal cinema di genere statunitense, da Zombi a La casa di Raimi a Fuga da New York di Carpenter (l'obiettivo dei ragazzi è quello di fuggire dalla città). Le location sono molteplici e i personaggi sono già divenuti delle sorte di "cult".
Il costo totale della pellicola è stato di 600 dollari, la maggior parte usati per gli effetti speciali splatter.
Da sottolineare una particolarità del montaggio italiano, che contiene delle scene tagliate inedite nella versione argentina. Le scene tagliate provengono in realtà da altri corti, delle specie di prequel di Plaga zombie.

## Scene cult
- Uno zombi spruzza di feci Bill usando come tubo il suo stesso intestino.
- John West rimuove la colonna vertebrale ad un morto vivente tramite un buco al collo.
- Max uccide una squadriglia di zombi e John West viene allagato dal loro sangue.
- Max uccide uno zombi rimuovendogli il braccio e usando questo come mazza da baseball.

## Sequel
Plaga Zombie (1997)
Plaga Zombie: Zona Mutante – Revolución Tóxica (2012)
Plaga Zombie: American Invasion (2021)